# Deixa Eu Te Fazer Feliz
Deixa Eu Te Fazer Feliz foi o primeiro CD da Banda Jovem Rio. Foram vendidas aproximadamente 14 mil cópias pois músicas como “Redenção” e “Dependência eterna” ficaram por semanas consecutivas entre as mais executadas em várias rádios do país.
Por conseqüência deste trabalho, surgiu então a indicação do grupo para o troféu talento da Rede Aleluia, ganhando assim o troféu de melhor grupo revelação.

## Faixas
1. Redenção
2. Dependência Eterna
3. Deixa eu te Fazer Feliz
4. Tenho a Jesus
5. Clame
6. Ques és Tu
7. Pare de Sofrer
8. Te Amo Senhor
9. Tristeza Não